# گانتری

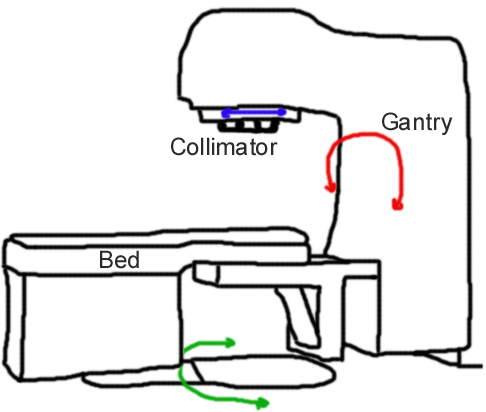
سازوکار گانتری

گانتری (به انگلیسی: Gantry) تمام اجزای مورد نیاز سیستم برای ثبت ویژگی‌های انتقالات بیمار را در برمی‌گیرد. از آن‌جا که ویژگی‌های انتقالی باید در زوایای مختلف ثبت شوند، اجزا توسط گانتری نگهداری می‌شوند که قادر است اطراف بیمار بچرخد. تیوب ایکس با ژنراتور ولتاژ بالا و سیستم خنک‌کننده تیوب، کلیماتور، فیلترهای شکل دهنده باریکه پرتو، آشکارساز قوسی و سیستم جمع‌آوری داده در گانتری قرار دارند. مهندسی این قطعات پیچیده‌است، زیرا این اجزا باید قادر به تحمل نیروی گریز از مرکز در هنگام چرخش سریع گانتری باشند. نیرویی به اندازه چند ده برابر برای چرخش به میزان s 0.25 لازم است.
نیروی الکتریکی عموماً برای چرخش گانتری به وسیلهٔ ارتباطات حلقه تأمین می‌شود. پروفایل پروجکشن‌های ثبت شده عموماً از گانتری به وسیله یک تکنولوژی ارتباط بی‌سیم به یک کامپیوتر منتقل می‌شود.
طراحی و مهندسی میز، مانند گانتری، برای جمع‌آوری دادهٔ درست در چرخش‌های با سرعت بالا امری حیاتی است. هم‌چنین میز باید قادر به تحمل وزن‌های بالا بدون خم و کج شدن باشد. موقعیت بیمار روی میز می‌تواند ابتدا سر یا پا باشد یا بیمار به شکم بخوابد یا به پشت؛ این وضعیت‌ها معمولاً توسط داده اسکن ثبت می‌شود.

## منبع
- Dance, D.R.; Christofides, S.; Maidment, A.D.A.; McLean, I.D.; Ng, K.H. Diagnostic Radiology Physics A Handbook for Teachers and Students (PDF). Detroit: IAEA. pp. 262–63. {{cite book}}: Cite has empty unknown parameter: |subscription= (help)